# Paul Haines (Jazzpoet)
Paul Haines (* 1933 in Vassar, Michigan; † 21. Januar 2003 in Ennismore in Ontario, Kanada) war ein amerikanisch-kanadischer Dichter und Filmemacher, bekannt für seine Zusammenarbeit mit Jazzmusikern.

## Leben
Haines wurde in den USA geboren und war während des Koreakrieges in Deutschland stationiert. Danach wohnte er in Paris, New York, New Mexico und Neu-Delhi, bevor er sich in Kanada niederließ. Bekannt wurde er durch sein Libretto für das Free Jazz/Avantgarde-Meisterwerk Escalator over the Hill – A Chronotransduction (JCOA, ECM, 1971) mit Musik von Carla Bley (das in einem Hotel in Indien spielt, wohin Haines um diese Zeit zog). Bei der ersten Live-Aufführung des Stücks durch Carla Bley 1997 auf der MusikTriennale Köln und der anschließenden Europa-Tour war Haines als Erzähler dabei. Mit ihr arbeitete er auch auf Tropic Appetites (1974) und auf seinem Video Third World Two (1981) zusammen. Kip Hanrahan ließ seine Gedichte von einer ganzen Gruppe von Musikern in Darn It! (American Clavé Records, u. a. Jack Bruce, Evan Parker, Derek Bailey, John Tchicai, Alex Chilton, Don Pullen, Carla Bley, Paul Bley, 1986–1993) vertonen. 1993 setzte die Band Curlew (zu der damals George Cartwright, Tom Cora und Amy Denio gehörten) auf A Beautiful Western Saddle (Cuneiform) ebenfalls Gedichte von ihm musikalisch um. Weitere Vertonungen seiner Lyrik finden sich auf George Cartwrights Album The Memphis Years.
Haines schrieb auch Jazzkritiken und Liner Notes. 
Haines Gedichte sind dadaistisch-surreal. Von ihm erschienen die Gedichtbände Third World Two (1981) und posthum 2007 Secret Carnival Workers (Coach House Books).
Seine Tochter Emily Haines (* 1974 in Neu-Delhi) ist eine kanadische Singer-Songwriterin; seine Tochter Avery Haines (* 1966 in New Mexico) ist eine kanadische Fernsehjournalistin.